# زوفیا چروینسکا
زوفیا چروینسکا (لهستانی: Zofia Czerwińska؛ ۱۹ مارس ۱۹۳۳ – ۱۳ مارس ۲۰۱۹) بازیگر اهل لهستان بود.
از فیلم‌هایی که وی در آن‌ها نقش داشته‌است، می‌توان به شر کمتر، به‌دور از جاده، سال‌های شیرین، چهل‌ساله، خانواده جایگزین، اجاره‌نشین‌ها، خانه کشیش، خیابان فرعی ۴، جهان به روایت خانواده کیپسکی و پیانیست اشاره نمود.